# Ciência Hoje (site)
Ciência Hoje ou cienciahoje.pt foi um sítio de notícias dedicado à ciência de Portugal, que esteve no ar desde 2005 até 2015. Teve como fundador e diretor o jornalista Jorge Massada. Desde 2010, foi apoiado pela associação Ciência Viva, mas, quando em 2013 o acordo de financiamento acabou, a redação de quatro jornalistas foi despedida e o sítio foi mantido apenas pelo diretor. Durante o seu auge, teve mais de meio milhão de visitas por mês.